# دستگاه سکس
دستگاه سکس، به هر ابزار ماشینی (دارای حرکت) بدون دخالت دست گویند که سبب تحریک میل جنسی در بانوان یا مردان می‌شود و در نتیجه آن انجام آمیزش جنسی یا دیگر رفتارهای جنسی و ارگاسم امکان‌پذیر می‌باشد. در واقع دستگاه‌های سکس گونه پیشرفته لرزاننده‌ها هستند که نوعی اسباب‌بازی جنسی به حساب می‌آیند.
این دستگاه‌ها هم برای مردان و هم برای زنان ساخته می‌شوند. (در مردان معمولاً برای بی دی اس ام به کار می‌رود) دستگاه‌های سکسی که برای زنان ساخته می‌شوند عموماً دارای یک موتور عقب و جلوبر یا چرخاننده هستند که اهرمی را که یک آلت مصنوعی روی آن سوار است به حرکت درمی‌آورند.

## تاریخچه
لرزاننده‌ها در واقع برای درمان هیستری از طریق تحریک کلیتوریس در دوره ویکتوریا پدیدار شدند. در آغاز قرن بیستم بود که نخست پزشکان برای درمان زنان از لرزاننده‌هایی به مراتب بزرگ‌تر و قدرتی‌تر از لرزاننده‌های کنونی بهره بردند و بعدها بهره‌گیری از این ابزار برای تحریک جنسی در اروپا و آمریکا باب شد. با پیشرفت‌هایی که در این زمینه رخ داد اکنون شاهد لرزاننده‌های کوچک‌تر با قدرتی کم‌تر هستیم.
لرزاننده‌های مدرن با گونه قدیمی تفاوت بسیار دارند. همچنین گاهی استفاده‌های گوناگونی مثلاً در خفت‌بندی یا روابط دونفری نیز دارند. گاهی ویبراتورها حتی قابلیت کنترل از راه دور را نیز دارا هستند. از گونه‌های نوین این دستگاه‌های گایش می‌توان به مکنده کیر، شوک‌دهنده پستان و عروسک‌های مرد و زن باد شونده یاد کرد.

## خطرها و آسیب‌ها
در سال ۲۰۰۹ زنی در مریلند به سبب بهره‌گیری از یک ماشین گایش خانگی که تیغه آن با پاره کردن پوسته آلت مصنوعی وارد واژنش شده بود، به سبب زخم شد مهبلی در بیمارستان بستری شد.

## در فرهنگ عام
در فیلم بخوان و بسوزان (۲۰۰۸) یک مأمور خزانه‌داری آمریکا یک «صندلی مجهز به کیر مصنوعی» می‌سازد. وبگاه FuckingMachines.com در رسانه‌ها به عنوان منبعی برای نمایش و یافتن اطلاعات دربارهٔ ماشین‌های گایش معرفی می‌شود.
در سال ۲۰۱۱ یک استاد دانشگاه نمونه‌هایی از دستگاه‌های سکس را در کلاس درس خود به صورت زنده به دانشجویان نشان داد که پوشش خبری بین‌المللی گرفت و بحث‌های فراوانی در رابطه با آزادی آکادمیک و تناسب دروس ارائه شده در دانشگاه‌ها را برانگیخت.